# Сментек, Витольд
Витольд Сментек (пол. Witold Smętek; имя при рождении Зофия Сментек (пол. Zofia Smętek) 17 декабря 1910 года, Калиш, Польша — 29 января 1983 года Варшава, Польша) — польский спортсмен, метатель копья, бегун, гандболист, игрок в настольный теннис, чемпион и рекордсмен Польши. Был интерсекс-человеком и при рождении был записан девочкой. В 1937 году Сментек сменил пол на мужской.

## Ранние годы
Витольд Сментек родился 17 декабря 1910 года, в Калише, при рождении был записан девочкой и назван Зофиёй Сментек. Сментек с детства интересовался спортом и благодаря своему мастерству достиг хороших результатов. В 1928 году Сментек выиграл тетратлон Великой Польши и, посоветовавшись с тренерами, сосредоточился на метании копья. В 1930 году он выиграл соревнования по велоспорту, организованные в Калише. В 1931 году к Сментеку обратились менеджеры клуба ЛКС, имевшего сильную легкоатлетическую секцию. Ему предложили вступить в клуб, что он и сделал.

## Спортивная карьера
В 1932 году Сментек выиграл золотую медаль на чемпионате Польши по метанию копья. Благодаря этому его вызвали в сборную, с которой он играл четыре раза: 26 июня 1932 года во Львове в матче 63:43 против Чехословакии (последнее, 4-е место в метании копья с результатом 29,87 м), 15 июля 1934 г. в Варшаве в проигранном (35:64) матче с Германией (последнее, 4-е место в метании копья с результатом 31,78 м), 19 августа 1934 г. в Познани, в 62:37 матч против Японии (последнее, 4-е место в толкании ядра) и 25 августа 1935 года в Дрездене в проигранном (38,5: 60,5) матче с Германией (последнее, 4-е место в метании копья с результатом 28,92). м).
Как клубный игрок Сментек выиграл национальный чемпионат по чешскому гандболу в 1932 году и занял четвертое место в чемпионате Польши по бегу по пересеченной местности. В 1933 году он трижды побил польский рекорд в метании копья, в конечном итоге достигнув результата 38,23 м (его личный рекорд за всю свою карьеру). В тот же день Сментек улучшил мировой рекорд на два метра, бросив в общей сложности 59,34 метра правой и левой руками, но результат не был признан из-за проблем с подготовкой соответствующего протокола. Несмотря на итоговое отсутствие признания результатов, Сментек стал известен по всей стране. Он был пятым на чемпионатах Польши, но в 1934–1936 годах выиграл три серебряные медали.

## Гендерный вопрос
Сментека из-за его внешности и фигуры с детства принимали за мальчика. Со временем подозрения и слухи о поле Сментека возросли, особенно с учетом того, что спортсмен переодевался всегда один в раздевалке. Заинтересовались не только спортсмены, но и артисты кабаре, обозреватели прессы и сатирики. В 1934 году Сментек покинул ЛКС и переехал в Калиш, а через год переехал в Варшаву, где начал тренироваться в клубе Warszawianka и работать на авиазаводе PZL. Однако Сментек все еще оставался в центре внимания прессы. В 1935 году он выиграл бронзовую медаль в эстафете 4х200 метров на чемпионате страны. В июне 1936 года он занял второе место на чемпионате Варшавы в беге на 800 метров, а в 1937 году стал чемпионом Польши по настольному теннису.
В 1935 году Сментека заподозрили в том, что он интерсекс, а год спустя в прессе появилось сообщение о его предполагаемых планах перехода, что было опровергнуто спортсменом.
В октябре 1936 года Сментек прошел частное обследование в VI гинекологическом отделении больницы в Варшаве, во время которого было подтверждено то, что он был интерсекс-человеком, и Сментек решил сделать хирургическую коррекцию пола. Сментек сначала скрывал эту информацию от средств массовой информации, но 14 апреля 1937 года выступил с заявлением для прессы по этому поводу, объявив, что на следующей неделе ему предстоит операция. Эта информация вызвала к нему дальнейший всплеск интереса. 23 апреля была проведена операция.
После операции Сментек дал интервью нескольким журналистам и объявил, что его зовут Витольд Станислав. В мае ему сделали еще одну операцию. В том же году он был вызван в медицинскую комиссию Дополнительного командования в Лодзи, но в армию призван не был. 21 сентября 1937 года Окружной суд в Калише утвердил изменение его личных документах с "Zofia Smętek" на "Witold Stanisław Smętek".

## Дальнейшая жизнь
Сментек стал центром внимания прессы не только в Польше, но и за рубежом. В спорте он уже не добился успехов и больше не играл в команде «Варшавянка», хотя незадолго до операции ему пообещали карьеру в футбольной секции этого клуба. В сентябре 1937 года Сментек начал играть за футбольную команду Okęcie Warszawa. В 1939 году во Франции была опубликована книга с описанием его истории — «Признание в любви женщины, ставшей мужчиной».
9 сентября 1939 года, когда в Варшаве уже шла Вторая мировая война, в церкви Саска Кемпа Сментек женился на Янине Русиновской, от которой у него было трое детей. Во время войны Сментек был активным участником польского сопротивления, за что был арестован и на короткое время заключен в тюрьму в Павяке, но из-за отсутствия доказательств был освобожден гестапо. В конце июля 1944 года он покинул Варшаву, чтобы воссоединиться со своей женой, которая жила недалеко от Ченстоховы, и пара оставалась там до конца Второй мировой войны.
После Второй мировой войны был полностью забыт спортивным сообществом; некоторые источники даже содержали ложную информацию о его предполагаемой смерти во время вторжения в Польшу.
В 1955 году окончил исторический факультет Варшавского университета под руководством Жанны Кормановой. На протяжении многих лет он работал историком и классным руководителем в начальной школе № 75 в Варшаве. Он работал гидом польского туристско-краеведческого общества, где вел экскурсии по Варшаве. В 1973 году, после развода с первой женой, он женился на женщине по имени Владислава. Сментек умер 29 января 1983 года в Варшаве и был похоронен как Витольд Сментек на православном кладбище в Варшаве.